# Suối A Lin
Suối A Lin, còn gọi là Suối A La, là dòng suối chảy ở huyện A Lưới, thành phố Huế, Việt Nam.
Suối A Lin dài 34 km, diện tích lưu vực 134 km².

## Dòng chảy
Suối A Lin bắt nguồn từ các suối ở vùng núi cao trên 1300 m ở phía đông xã Trung Sơn huyện A Lưới. 16°21′33″B 107°13′15″Đ / 16,359139°B 107,220746°Đ
Suối chảy hướng tây bắc, đến xã Hồng Vân thì đổi hướng tây nam. Tại đây đường Hồ Chí Minh cắt qua suối ở làng Tà Ay.
Từ xã Hồng Bắc và Quảng Nhâm suối là ranh giới tự nhiên cho biên giới Việt - Lào, và đổ vào sông A Sáp ở biên giới. 16°11′41″B 107°08′54″Đ / 16,19471°B 107,14827°Đ
Sông A Sáp là dòng thượng nguồn của Sông Sekong trong hệ thống sông Mekong. Sông này chảy qua muang Kaleum tỉnh Sekong CHDCND Lào.

## Thủy điện
Thủy điện A Lin là nhóm thủy điện xây dựng trên suối A Lin và sông Rào Trăng ở vùng đất xã Trung Sơn huyện A Lưới và xã Phong Xuân, thị xã Phong Điền, thành phố Huế. Năm 2020 cụm thủy điện A Lin - Rào Trăng có 4 bậc với tổng công suất lắp máy 89 MW. Đập chính của bậc Thủy điện A Lin B1 trên suối A Lin 16°18′43″B 107°08′55″Đ / 16,311886°B 107,1487°Đ ở xã Trung Sơn huyện A Lưới, chuyển nước sang nhà máy xả nước ra Rào Trăng và sông Bồ.